# Heterotrof
Heterotróf je organizem, ki se za preživetje prehranjuje s snovmi iz drugih organizmov. To je ravno nasprotno od avtotrofov, ki lahko neposredno uporabljajo vire, npr. rastline lahko uporabljajo sončno svetlobo za proizvodnjo hrane iz neorganskega ogljikovega dioksida.
Heterotrofi so v prehrambenih verigah znani kot potrošniki. Organski ogljik dobijo tako, da jedo druge heterotrofe ali avtotrofe. Vse živali so heterotrofi, prav tako glive in veliko bakterij. Nekatera bitja celo razvijejo simbiotska razmerja z avtotrofi in na ta način prejemajo organski ogljik.